# Canellales
Canellales är en ordning av gömfröväxter. Den tillhör varken de enhjärtbladiga växterna eller trikolpaterna, utan är placerad i undergruppen magnoliider. Canellales fanns inte före 2003, då den föreslogs som ordning av Angiosperm Phylogeny Group. Enligt detta klassificeringssystem (APG II) ingår följande familjer:
- Vitkanelväxter (Canellaceae)
- Drimysväxter (Winteraceae)

I det äldre Cronquistsystemet var båda familjerna placerade i Magnoliales.